# Mit einem Lied im Herzen
Mit einem Lied im Herzen (Originaltitel: With a Song in My Heart) ist ein US-amerikanischer Musikfilm aus dem Jahr 1952, der das Leben der Schauspielerin und Sängerin Jane Froman zeigt. Froman war am 22. Februar 1943 durch eine Notlandung einer Boeing 314 zum Krüppel geworden. Die Regie führte Walter Lang nach einem Drehbuch von Lamar Trotti, der auch die Produktion übernahm. In der Hauptrolle spielt Susan Hayward, der Froman bei den Gesangsnummern ihre Stimme lieh. Der Titelsong With a Song in My Heart wurde unter anderem in Großbritannien als Titelmelodie der BBC-Radioshow Family Favourites populär. Das Einspielergebnis des Films betrug 3,25 Millionen US-Dollar. 1953 gewann der Film einen Oscar in der Kategorie „Beste Filmmusik“.

## Handlung
Jane Froman ist eine gewöhnliche Studiosängerin bei einer Radiostation in Cincinnati. Nach einiger Zeit avanciert sie jedoch zu einer Radio-Berühmtheit. Jane ist überglücklich, ihren Agenten Don Ross zu heiraten, jedoch stellen beide bald fest, dass sie nicht wirklich ineinander verliebt sind. Bei der Tournee mit den United Service Organizations während des Zweiten Weltkriegs zur Unterhaltung der Truppen wird Jane Opfer eines Flugzeugabsturzes, der sie dauerhaft schädigt. Mit viel Lebensmut schafft sie es dennoch zurück auf die Bühne und beginnt eine Beziehung mit dem Piloten John Burn, der sie gerettet hatte.

## Soundtrack
Das Album umfasste ursprünglich acht Lieder und eine kürzere Version des „American Medley“, gesungen von Jane Froman und mit einer kurzen orchestralen Einleitung von George Greeley, der Orchester und Chor leitete. Der Soundtrack wurde von  Capitol Records auf verschiedenen Medien veröffentlicht: Capitol L-309 (LP), DDN-309 (78rpm-Box mit vier Stücken); KDF-309 (45rpm-Box mit vier Stücken) und FBF-309 (2 EP). Das Album war das bestverkaufte Album 1952 und hielt sich 25 Wochen an der Spitze der Billboard-Charts. Capital Records veröffentlichte zudem eine Single mit dem Titelsong.
Obgleich der Film einen Oscar für den besten Originalscore erhielt, sind eine Reihe von US-amerikanischen Musikstandards auf dem Soundtrack enthalten. Alle bis auf drei wurden von Jane Froman gesungen, die Susan Hayward ihre Stimme lieh.
- „Dixie“ – Volkslied von Daniel Decatur Emmett
- „With a Song in My Heart“ – Musik: Richard Rodgers; Text: Lorenz Hart
- „Hoe That Corn“ – Musik: Max Showalter; Text: Jack Woodford (gesungen von Max Showalter und David Wayne)
- „That Old Feeling“ – Musik: Sammy Fain; Text: Lew Brown
- „I’m Through with Love“ – Musik: Fud Livingston & Matty Malneck; Text: Gus Kahn
- „Get Happy“ – Musik: Harold Arlen; Text: Ted Koehler
- „Jim’s Toasty Peanuts“ – Music und Text: Ken Darby
- „The Right Kind“ – Musik: Alfred Newman; Text: Don George & Charles Henderson
- „Montparnasse“ – Musik: Alfred Newman; Text: Eliot Daniel (gesungen von David Wayne)
- „Blue Moon“ – Musik: Richard Rodgers; Text: Lorenz Hart
- „On the Gay White Way“ – Musik: Ralph Rainger; Text: Leo Robin
- „Home on the Range“ – Musik: Daniel E. Kelley; Text: Brewster M. Higley
- „Embraceable You“ – Musik: George Gershwin; Text: Ira Gershwin
- „Tea for Two“ – Musik: Vincent Youmans; Text: Irving Caesar
- „It’s a Good Day“ – Musik und Text: Peggy Lee und Dave Barbour
- „They’re Either Too Young or Too Old“ – Musik: Arthur Schwartz; Text: Frank Loesser
- „I’ll Walk Alone“ – Musik: Jules Styne; Text: Sammy Cahn

Songs im „American Medley“
- „America the Beautiful“ – Musik: Samuel A. Ward; Text: Katharine Lee Bates
- „Wonderful Home Sweet Home“ – Musik und Text: Ken Darby
- „Give My Regards to Broadway“ – Musik und Text: George M. Cohan
- „Chicago (That Toddling Town)“ – Musik und Text: Fred Fisher
- „California Here I Come“ – Musik: Joseph Mayer; Text: Al Jolson & Buddy G. DeSylva
- „Carry Me Back to Old Virginny“ – Musik und Text: James A. Bland
- „The Maine Stein Song“ – Musik und Text: E.A. Fenstad & Lincoln Colcord
- „Back Home Again in Indiana“ – Musik: James F. Hanley; Text: Ballard MacDonald
- „Alabamy Bound“ – Musik: Ray Henderson; Text: Bud Green & Buddy G. DeSylva
- „Deep in the Heart of Texas“ – Musik: Don Swander; Text: June Hershey

## Kritiken
Das Lexikon des internationalen Films findet, dass sich in Mit einem Lied im Herzen „[m]oralisches Pathos und Rührseligkeit“ „mit Wirklichkeitsnähe und Humor“ mischen würden.

## Auszeichnungen
Neben einem Oscar in der Kategorie „Beste Filmmusik“ erhielt der Film Nominierungen in den Kategorien „Beste Hauptdarstellerin“ (Susan Hayward), „Beste Nebendarstellerin“ (Thelma Ritter), „Bestes Kostümdesign, Farbe“ (Charles Le Maire) sowie „Bester Ton“ (Thomas T. Moulton).
Zudem wurde der Film mit einem Golden Globe in der Kategorie „Bester Film – Komödie oder Musical“ ausgezeichnet, während Susan Hayward den Preis in der Kategorie „Beste Hauptdarstellerin – Komödie oder Musical“ erhielt.